# ハラルト・ボーデ
ハラルト・ボーデ（ドイツ語: Harald Bode、1909年10月19日 - 1987年1月15日）は、ドイツハンブルク出身の技術者で、電子楽器開発の草分け的存在。

## 概要
ボーデは、1909年ドイツのハンブルクに生まれ、1934年ハンブルク大学を物理専攻で卒業後、ベルリン工科大ハインリヒ・ヘルツ研究所 (Heinrich-Hertz-Institut) で大学院教育を受けた。ボーデは電子音楽の専門家として、新しい電子楽器の設計を開始した。 同研究所在任中の1937年、ボーデが設計した ワーボ・フォルマント・オルガン (Warbo Format Organ) は、ごく少数の音源を打鍵に割り当てて多声を実現する「キーアサイン方式」を採用し、後の電子楽器のアーキタイプとなった。
1947-49年ボーデが開発したメロコード (Melochord)は、黎明期のボン大学電子音楽スタジオで広範に活用され、後にケルンにある西ドイツ放送協会 (WDR) の電子音楽スタジオ (Studio für elektronische Musik) にも 他の電子楽器  と共に設置された。このスタジオで、メロコードは1950年代を通じて、作曲家カールハインツ・シュトックハウゼンをはじめとする電子音楽派の音楽家に活用された。
1950年以降、ボーデはドイツやアメリカの楽器メーカと契約し楽器開発を行った。1951年ボーデが開発した Bode Organ (ドイツ語：Bodeorgel) は、後のEstey Electric Organ として知られている。この楽器の成功により、1954年ボーデはアメリカに移住して、エスティ・オルガンのチーフエンジニアに就任した(後に担当副社長就任)。また1960年にはウーリッツァー (Wurlitzer) に移籍して重役に就任し、ウーリッツァー・エレクトリック・ピアノ (1955年発売) の新モデル開発にあたった。
1959-1960年ボーデは、モジュラー・タイプ の シンセサイザー と サウンド・プロセッサーを開発し、そのコンセプトを論文にまとめて AES で発表した。また1961年、ボーデは真空管に代わるトランジスタ技術の重要性を認識して、トランジスタを使ったコンパクトで自己完結的なモジュラー・シンセサイザー を提唱する論文を AES で発表した。1962年および1964年のAES秋季大会では、ボーデが "electronics and music"セッションの座長を務めている。そうして彼の提案は ロバート・モーグやドナルド・ブックラなどの技術者により実現された。
1964-1974年ボーデは ベル・エアロスペース研究所のチーフエンジニアとして マイクロ・エレクトロニクスを専門としていたが、その間も電子楽器の研究をプライベートで続行した。1974年の同研究所引退後、ボーデは Bode Sound Co.を設立して更なる研究を進め、1977年には モーグ・ミュージック社のチーフエンジニアに就任した。
1970年代、ボーデはテレビコマーシャルやコンサート用に自ら作曲した電子音楽の曲を提供している。
1987年、ボーデはニューヨークで死去した。

## 業績一覧
音響合成と音響処理の理論・回路・機器。 以下の 単声/多声 電子鍵盤楽器と音響処理装置を 開発・製造した。
 ベルリン工科大ハインリッヒ・ヘルツ研究所 時代
- 1937年 : Warbo Formant Orgel - キーアサイン型ポリフォニック楽器の先駆け 
- 1938年 : Melodium - タッチセンシティブ付きの単音リード式鍵盤楽器 

- 1947年-1949年 : Melochord - [3]

 楽器メーカとの契約等による楽器開発/製造Apparatewerk Bayern (German), Estey Organ Co. (USA), Wurlitzer (USA)
- 1950年 : Polychord 
- 1951年 : Bode Organ (後のEstey Electric Organ。Polychord IIIの原型) 
- 1951年     : Cembaphon - 電気ハープシコード (静電ピックアップ使用)
- 1953年 : Tuttivox (Jörgensen-Elektronicのライセンスに基づく製造)
- 1953年     : Concert Clavioline (Constant Martinおよび René Bouveauのライセンスに基づく設計・製造) 
- 1960年 : ウーリッツァー・エレクトリック・ピアノの新モデル 

- 1960年 : モジュラー型シンセサイザー＆サウンド・プロセッサー
- 1960年 : VCO
- 1961年 : Bode リングモジュレータ, Bode 周波数シフター (R.A.Moog社にもライセンス提供) [2]

 Bode Sound Co. (1974年頃設立) / Moog Music チーフエンジニア (1977-?)
- 1977年 : Moog 16 channel Vocoder   (Bode 7702 Vocoder) (1979年発売) 
- 1981年 : Bode Barberpole Phaser - 無限上昇/下降フェーザー

## 関連文献
- Peter Donhauser: Elektrische Klangmaschinen. Die Pionierzeit in Deutschland und Osterreich, Boehlau Wien 2007, S. 143ff und 240f.